# Приріт сіробокий
Приріт сіробокий (Batis pririt) — вид горобцеподібних птахів прирітникових (Platysteiridae).

## Поширення
Вид поширений в Південній Африці. Трапляється на півдні Анголи, в Намібії, Ботсвані, ПАР та на заході Зімбабве. Мешкає в сухих широколистяних лісах і колючих чагарниках.